# Devon Harris
Devon Harris (* 25. Dezember 1964) ist ein ehemaliger jamaikanischer Bobfahrer, der der ersten jamaikanischen Bobmannschaft angehörte.

## Biografie
Devon Harris wuchs in einem Ghetto in Olympic Gardens einem Stadtteil der jamaikanischen Hauptstadt Kingston auf. Er war begeisterter Fußballspieler und Leichtathlet, der davon träumte Jamaika bei den Olympischen Sommerspielen 1984 in Los Angeles zu vertreten.
Als die beiden US-amerikanischen Geschäftsmänner William Maloney und George Fitch, die geschäftlich in Jamaika waren, bei einem Seifenkistenrennen die Ähnlichkeit zum Bobsport sahen, hatten sie die Idee eine jamaikanische Bobmannschaft zu gründen und diese zu den Olympischen Winterspielen 1988 in Calgary zu schicken. Da im Bobsport ein schneller Start ein wichtiger Bestandteil ist, wollten die beiden Sprinter der Sommerspiele für das Team zu rekrutieren. Da sie jedoch auf Ablehnung gestoßen waren, wandten sie sich dem Militär zu. Im Oktober 1987, knapp 5 Monate, vor den Spielen in Calgary bildeten Devon Harris, Dudley Stokes, Michael White und Caswell Allen die erste jamaikanische Bobmannschaft.
Zusammen mit der Jamaica Olympic Association wurden ein Bob und Rennanzüge in den jamaikanischen Landesfarben beschafft. Nachdem Dudley Stokes und Michael White bereits im Zweierbob den 30. von insgesamt 41. Plätzen belegt hatten, waren diese die ersten beiden Jamaikaner in der Geschichte, die an Olympischen Winterspielen teilgenommen haben.
Da Caswell Allen in Calgary mehr das Nachtleben genoss, als sich auf den Wettkampf zu konzentrieren, wurde dieser aus der Mannschaft ausgeschlossen und durch Chris Stokes ersetzt. Chris Stokes, der Bruder von Dudley Stokes, war ein sehr guter Sprinter, jedoch war er zuvor noch nie in einem Bob gesessen. Die Mannschaft belegte nach dem ersten Lauf den 24. von 26. Plätzen. Nach einem Sturz im letzten der vier Läufe war jedoch für die Vier, die viele Sympathien gewonnen hatten, das Rennen zu Ende.
Bei den Olympischen Winterspielen 1992 starteten erstmals zwei jamaikanische Teams im Zweierbobrennen. Auch Harris, der nur im Zweier startete, belegte zusammen mit Richard McIntosh im Bob „Jamaika 2“ den 35. Rang vor den beiden Stokes Brüdern.
Seine letzte Olympiateilnahme erfolgte vier Jahre später bei den Spielen in Nagano. Wie bereits vier Jahre zuvor trat Harris lediglich im Zweierbobrennen an. Zusammen mit Michael Morgan belegte er Rang 29.
Nach seinem Karriereende wurde Harris Motivationstrainer und gründete 2006 die Keep On Pushing Foundation, die Kindern aus benachteiligten Gegenden unterstützt.
Während den Olympischen Winterspielen 2018 wurde Harris von der World Olympians Association zum Olympian For Life ernannt.

## Schriften
- Yes I Can Waterhouse Publishing, 2006, ISBN 978-0-9764082-4-6 (Kinderbuch)

## Trivia
1993 produzierte Disney einen erfolgreichen Spielfilm mit dem Titel Cool Runnings über die Olympiateilnahme 1988, der eine fiktive Geschichte um das erste Antreten einer jamaikanischen Bobmannschaft bei Olympischen Spielen zum Inhalt hat.